# Limequat
Limequat er en citrusfrugt, som er en krydsning mellem lime og kumquat. Hybriden blev lavet af Walter Tennyson Swingle af 1909, og den blev navngivet og beskrevet i 1913. Frugten ligner lime og kan bruges i stedet for denne. Træet er mindre følsom for kulde end lime, men ikke så hårdfør som kumquat.
Der er tre navngivne kultivarer: Eustis, Lakeland og Tavares som opkaldt efter byerne Eustis, Lakeland og Tavares i Florida. Eustis og Lakeland er krydsninger mellem sorterne key lime og rund kumquat, mens Tavares er en krydsning mellem key lime og oval kumquat.
Limequat er mest udbredt i Florida hvor den dyrkes kommercielt. Den største anvendelse er i Limequat-tærter. Ellers dyrkes den hovedsageligt kun i private haver og mindre beplantninger mest i tropiske områder. Den kan findes i bl.a. USA, Japan, Malaysia, Sydafrika, dele af Europa og Indien. Eustis og Lakeland bruges også som prydplanter. I Californien er de populære som potteplanter på terrasser.